# منتخب غوام لكرة القاعدة
منتخب غوام لكرة القاعدة (بالإنجليزية: Guam national baseball team) هو ممثل غوام الرسمي في المنافسات الدولية في كرة القاعدة
.